# Shenae Grimes
Shenae Sonya Grimes (udtales: ˈʃəneɪ. Født den 24. oktober 1989) er en Gemini Award-vindende canadisk skuespiller. Hun spiller i øjeblikket rollen som Annie Wilson i 90210, som er et nyt spinoff af tv-serien Beverly Hills, 90210. Før dette opnåede en vis anerkendelse for sin rolle son Darcy Edwards i tv-serien Degrassi: The Next Generation.

## Biografi

### Film
| År   | Titel                                   | Rolle                        | Bemærkninger                   |
| ---- | --------------------------------------- | ---------------------------- | ------------------------------ |
| 2005 | Shania: A Life in Eight Albums          | Shania Twain som 13-16-årig. |                                |
| 2008 | Picture This                            | Cayenne                      | Spiller overfor Ashley Tisdale |
| 2008 | True Confessions of a Hollywood Starlet | Marissa Dahl                 |                                |
| 2009 | The Cross Roads                         | Bridget                      |                                |
| 2009 | Dead Like Me: Life After Death          | Jennifer Hardick             | Supporting Role                |

### Fjernsyn
| År          | Titel                         | Rolle         | Bemærkninger                                        |
| ----------- | ----------------------------- | ------------- | --------------------------------------------------- |
| 2004 - 2008 | Degrassi: the Next Generation | Darcy Edwards | 2004-2005 (tilbagevendende); 2006-2008 (hovedrolle) |
| 2005        | Kevin Hill                    | Katie Lassman |                                                     |
| 2005        | The Power Strikers            | Alexa Watson  |                                                     |
| 2005        | Naturally, Sadie              | Arden Alcott  | Fra 2005 - 2007                                     |
| 2006        | 72 Hours: True Crime          | Teenagepige   |                                                     |
| 2008- Nu    | 90210                         | Annie Wilson  | Hovedrolle                                          |

### Trivia
- Er 1.60 m. høj.
- Har en tatovering på siden af hendes brystkasse med skriften: "Myself and I".
- Accepterede rollen som Annie Wilson, efter at Hilary Duff har sagt nej.